# 奥斯利库蒂勒
奥斯利库蒂勒（法語：Osly-Courtil）是法国皮卡第大区埃纳省的一个市镇，属于苏瓦松区埃纳河畔维克县。该市镇2009年时的人口为326人。

## 人口
奥斯利库蒂勒人口变化图示
| 数据来源：INSEE |